# Чокур (Белогорский район)
Чоку́р (укр. Чокур, крымскотат. Çuqur, Чукъур) — исчезнувшее село в Белогорском районе Республики Крым (согласно административно-территориальному делению Украины — Автономной Республики Крым), включённое в состав Мельников, сейчас северная окраина села.

## История
Впервые в доступных источниках селение, на территории Табулдинской волости Симферопольского уезда, встречается на верстовке Крыма 1890 года, как господский двор Чукур. В учётных документах урочище Чукур Табулдинской волости, площадью 129 десятины и принадлежащее неким Шагибовым, без строений и жителей, впервые упоминается в «…Памятной книжке Таврической губернии на 1900 год». Экономия Чукур записана в Статистическом справочнике Таврической губернии 1915 года в составе Табулдинской волости.

После установления в Крыму Советской власти, по постановлению Крымревкома от 8 января 1921 года была упразднена волостная система и село вошло в состав вновь созданного Карасубазарского района Симферопольского уезда, а в 1922 году уезды получили название округов. 11 октября 1923 года, согласно постановлению ВЦИК, в административное деление Крымской АССР были внесены изменения, в результате которых округа ликвидировались, Карасубазарский район стал самостоятельной административной единицей и село включили в его состав. Согласно Списку населённых пунктов Крымской АССР по Всесоюзной переписи 17 декабря 1926 года, в хуторе Чокур, Тайганского сельсовета Карасубазарского района, числилось 7 дворов, все крестьянские, население составляло 35 человек, из них 31 русский, 3 украинца и 1 грек
Видимо, хутор был включён в состав села Мельники в 1930-е годы, поскольку на двухкилометровке РККА 1942 года селения уже нет.